# Особняк И. К. Мясникова
Особняк И. К. Мясникова («особняк Карабчевского») — дворец в стиле необарокко в Санкт-Петербурге, занимающий квартал между улицей Восстания, Гродненским и Сапёрным переулками (соответственно нумерация дома 45, 9 и 18). Объект культурного наследия России регионального значения. С 2020 года здание открыто для посетителей как музыкальный салон и культурное пространство.

## История

### Строительство и владельцы
Особняк был построен в 1857—1859 годах по проекту архитектора Aлександра Гемилиана при участии его молодого помощника Виктора Гартмана для братьев Ивана и Александра Мясниковых, происходящих из известного и богатого купеческого рода. По случаю завершения строительства в журнале «Северный цветок» вышел фельетон, в котором автор едко называл «дворцом аристократии денег», который «прочно стоит на основании Уральских россыпей». Однако художественную ценность особняка автор хвалил и писал, что тот украсил собой всю улицу.
Особняк Мясникова стал редким для середины XIX века примером городской усадьбы: к главному дому примыкали два флигеля, окружающие внутренний двор, за ним расположились конюшни, а слева — обнесённый оградой сад. Весь комплекс был оформлен в стиле барокко, с богато декорированными фасадами и роскошными интерьерами. Декор внутренних помещений во многом исполнил Гартман — ему принадлежат рисунки отделки многих комнат и гостиной в помпейском стиле. Уровень первого этажа фасадов украшают поясные фигуры, поддерживающие балкон атланты и рустика, на втором этаже дом также имеет богатую лепнину, колонны, пилястры, по центру балкон в три оси, над которым расположен фронтоном, карниз которого поддерживают восемь фигурок путти. Интерьеры особняка отличались роскошным убранством и богатой отделкой самыми дорогими материалами. Парадная лестница венчается расписным плафоном работы В. П. Шрейбера, а большой зал украшает расписное панно «Времена года».
Дальнейшая история особняка была связана с крупным скандалом и падением репутации братьев Мясниковых. Муж их тётки, купец К. В. Беляев, выступал их управляющим — опираясь на капитал Мясниковых, хотя и сам имел миллионное состояние, он занимался вино- и лесоторговлей, вкладывал в рыбный промысел, владел несколькими судостроительными, литейными и спиртовыми заводами, мебельной фабрикой. После его смерти в 1858-м году братья унаследовали всё его имущество, а вдова и сестры Беляева не получили практически ничего. Племянник Беляева приехал в Петербург и потребовал признать завещание покойного недействительным, однако скоропостижно скончался от холеры. Попытавшись продолжить тяжбу, приехала в столицу мать Беляева, но и она вскоре умерла. Следом скончался нотариус, который составлял оригинал завещания. Мясниковых подозревали в подлоге, в 1872 дело было рассмотрено в Петербургском окружном суде. Хотя присяжные оправдали братьев, их репутации был нанесён непоправимый удар, Ивана Мясникова разбил паралич, вместе с братом он покинул Петербург и вернулся в Ростов.
В 1886 году, после отъезда братьев Мясниковых, особняк на Знаменской был продан — промышленнику К. А. Варгунину, а затем в качестве приданого перешёл его дочери Ольге, вышедшей замуж за адвоката и писателя Николая Карабчевского. В этот период особняк получает неофициальное название «дом Карабчевского» и становится одним из центров культурной жизни столицы. В его музыкальном салоне по субботам проходили вечера, на которых ставил пьесы Всеволод Мейерхольд, выступали Вера Комиссаржевская, Матильда Кшесинская, читал свои произведение Антон Чехов, пели Фёдор Шаляпин и Леонид Собинов. Ежегодно Карабчевские проводили благотворительные концерты, играть на которых считалось очень почётным для любого музыканта.
В 1876 году по проекту архитектора Христиана Тацки была перестроена ограда. В прессе также упоминается, что в 1895 году архитектор Александр фон Гоген построил флигель и конюшню, однако по сведениям искусствоведа А. В. Бурдяло конюшня уже существовала в 1859 году. Возможно, фон Гоген произвёл перестройку и расширение.
Семья Карабчевских покинула особняк после Октябрьской революции и вскоре он был национализирован.

### После революции
После революции здание заняли медицинские учреждения: сначала в нём располагалось Профилактическое отделение медсанотдела Октябрьской железной дороги, потом Городская железнодорожная больница, больница городская дерматологическая Дзержинского района, СПб ГУЗ «Городская кожно-венерологическая больница № 6». В 2003-м году последнюю объединили с Городским кожно-венерологическим диспансером, расположенному на набережной реки Волковки, 3. За годы эксплуатации как медицинское учреждение особняк лишился оригинальной отделки значительной части помещений. В 1960-м был проведён капитальный ремонт, тогда к зданию добавили дворовую пристройку.

## Современность
В 2003 году здание в рамках инвестиционного контракта особняк у города выкупил частный инвестор ООО «МИМ», после реставрации в нём планировали открыть гостиницу. Для реализации проекта реставрации в банке девелопер взял в банке «Санкт-Петербург» кредит в 800 млн рублей. Работы по реставрации должны были быть закончены к апрелю 2006 года, однако они затянулись из-за переезда больницы, апарт-отель в главном корпусе особняка (современная литера А) был открыт осенью 2008-го. КГИОП признал особняк Мясникова лучшим объектом реставрации в центре города за 2008 год. Работы над флигелями, однако, не были закончены вплоть до 2015 года. С 2017-го шла серия судебных разбирательств между инвестором и КУГИ (Комитет имущественных отношений): город пытался взыскать с инвестора долги по аренде, штрафы за нарушение сроков и т. п.
В 2019 году ООО «МИМ» был признан банкротом, а особняк выставили на аукцион со стартовой стоимостью в 1,3 млрд рублей. Покупателя, однако, не нашлось даже на третьих торгах, когда стартовую стоимость лота снизили до 891 млн рублей.
В 2020 году город вновь выставил дворец на аукцион. По результатам торгов, за 550 миллионов рублей здание выкупила предпренимательница Полина Зарецкая. По словам инвестора, в особняке решили открыть культурное пространство — площадку для концертов классической музыки и тематических лекций. В подвальном этаже планировали создать галерею современного искусства, а во дворе и бывшей конюшне сдать помещения под аренду ресторанам и кафе. Музыкальный салон в особняке Мясникова открыли 13 октября 2020 года.